# Kevin Thonhofer
Kevin Thonhofer (* 4. Mai 1988 in Bruck an der Mur) ist ein ehemaliger österreichischer Fußballspieler auf der Position eines Mittelfeldspielers.
Er ist der Sohn des ehemaligen Sturm-Graz-Spielers Heinz Thonhofer, der Trainer des SVL Flavia Solva ist.

## Karriere

### Jugend
Thonhofer begann seine aktive Karriere als Fußballspieler im Jahre 1995 beim SC Pernegg aus der an der Mur liegenden Gemeinde Pernegg im heutigen Bezirk Bruck-Mürzzuschlag. Bei den Perneggern durchlief er alle Nachwuchsmannschaften und sicherte sich vor seinem Wechsel zum SC Mürzhofen einen Platz in der Kampfmannschaft des Vereines in der sechstklassigen steirischen Unterliga Nord B. Anfang des Jahres 2008 wechselte Thonhofer nach beinahe 13 Jahren bei seinem Stammverein, wobei er von 2003 bis 2004 zum DSV Leoben verliehen wurde, zum SC Mürzhofen aus der kleinen obersteirischen Gemeinde Mürzhofen.

### Vereinskarriere
Beim SC Mürzhofen schaffte er sofort den Sprung in die erste Kampfmannschaft, die ihren Spielbetrieb in der fünftklassigen steirischen Oberliga Nord hat. Mitte des Jahres folgte für Thonhofer ein leihweiser Wechsel zum DSV Leoben in die Erste Liga, die zweithöchste Profispielklasse im österreichischen Fußball. Sein Leihvertrag wurde auf ein Jahr festgelegt.
Am 28. März 2009 gab Thonhofer sein Debüt als Profifußballspieler, als er bei der 1:2-Heimniederlage gegen den FC Wacker Innsbruck in der 87. Spielminute für den an diesem Tag ebenfalls im Profibereich debütierenden Martin Petkov eingewechselt wurde. Bis zur Rückkehr zum SC Mürzhofen kam er zu weiteren zwei Einsätzen in der Ersten Liga.
Sein Aufenthalt beim Verein aus Mürzhofen dauerte nur ein knappes Monat, ehe er Mitte Juli 2009 einen Vertrag beim DSV Leoben, der mittlerweile wegen Konkurses zwangsabgestiegen war, in der drittklassigen Regionalliga Mitte unterschrieb.
Zur Saison 2010/11 schloss er sich dem deutschen Drittligisten VfR Aalen an. In Folge kam er verletzungsbedingt bis zur Winterpause zu keinem Einsatz, ehe im Frühjahr 2011 sein Vertrag wieder aufgelöst wurde.
Er beendete danach seine professionelle Laufbahn und spielte im Amateurbereich für die Vereine, Flavia Solva, SV Gaflenz, SKU Amstetten, SVU Mauer.

## Krankheit
Er ist an ME/CFS erkrankt und engagiert sich seither unter anderem für die Non Profit Organisationen Österreichische Gesellschaft für ME/CFS und Millions Missing.